# راينهارد فورير
راينهارد فورير (بالألمانية: Reinhard Alfred Furrer)‏ (و. 1940 – 1995 م) هو رائد فضاء، وفيزيائي من ألمانيا . ولد في Wörgl .
توفي في برلين .بسبب plane crash .

## ريادة الفضاء
شارك في المهمات الفضائية:
- STS-61-A.

## روابط خارجية
- راينهارد فورير على موقع مونزينجر (الألمانية)